# Каврайский, Степан Иванович
Степа́н Ива́нович Кавра́йский (1801 — после 1840) — русский судебный чиновник, борец с коррупцией. Сарапульский уездный стряпчий и становой пристав 3-го стана в Глазовском земском суде. Товарищ поэта Александра Полежаева.

## Биография

### Происхождение и учёба

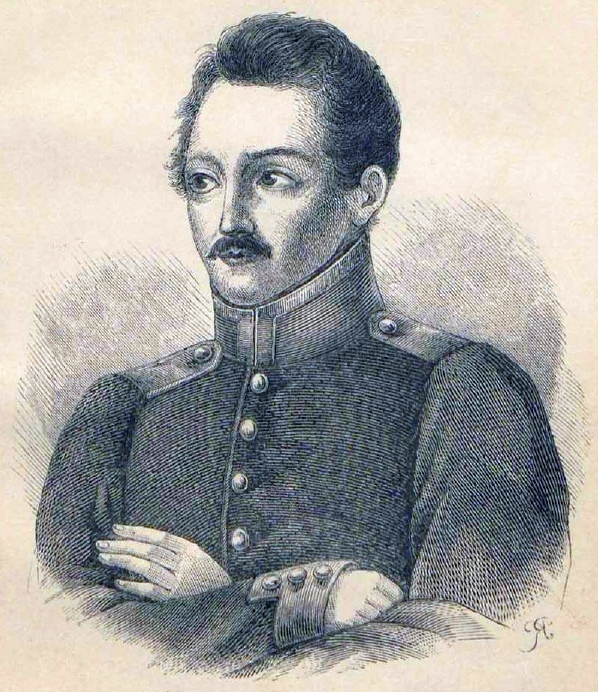
Товарищ Каврайского поэт Александр Полежаев

Степан Каврайский родился в семье прапорщика Ивана Степановича Каврайского и его жены Екатерины. Иван Степанович происходил из казацко-старшинского, а затем дворянского рода Каврайских, его отцом был сотенный атаман Степан Васильевич Каврайский. От отца Степан Иванович унаследовал семейное имение в селе Пьяный Рог в Черниговской губернии — деревянный дом и 102 десятин земли.
Среднее образование Каврайский получал в Московской гимназии, по окончании которой поступил в Императорский Московский университет в 1821 году. Степан Каврайский находился на благотворительном симонтовском содержании и учился на политическом отделении, которое окончил в 1826 году со званием действительного студента «при очень хороших успехах».
Студент Степан Каврайский упоминался в списке лиц при университете, которые пользовались казённой квартирой и столом за свой счёт за 1823 год, среди прочих в том списке указаны вольнослушатели — двоюродный брат Степана — Владимир Каврайский и поэт Александр Полежаев. Во время учёбы в университете последний написал поэму «Сашка», где несколько раз упоминает своего товарища Каврайского. Литературовед Иван Воронин считал, что в поэме говорится о Степане Каврайском, которого он характеризовал как «друг по университету и единомышленник» Полежаева. Исследовательница Лидия Насонкина отмечала, что «пока сказать трудно», кого именно имел в виду Полежаев в своей поэме, это мог быть как Степан, так и его родственник Владимир, а возможно ещё какой-то другой Каврайский.

### На госслужбе
Степан Каврайский стал работать в Вятской Уголовной палате 8 февраля 1827 года с чином губернского секретаря, он был утверждён в этом чине указом Правящего Сената от 10 марта 1827 года. Исполнял обязанности уездного стряпчего в Уржуме с 25 октября по 10 декабря 1828 года. После назначения в Вятской губернии нового прокурора, последний определил 25 мая 1829 года Степана Каврайского Сарапульским уездным стряпчим. Во время работы в должности Каврайский получил последовательно чины коллежского секретаря (08.02.1830) и титулярного советника (08.02.1833).
Уездный стряпчий Степан Каврайский был известным борцом с коррупцией, а губернский прокурор аттестовал его как «способного и достойного». Так в 1832 году он участвовал в деле против уездного землемера А. Красникова, которого обвиняли в вымогательстве взяток. По результатам расследования землемер был «оставлен в подозрении». Летом 1835 года, по инициативе стряпчего, было начато дело против земского исправника Коннада. Последнего обвиняли в незаконных сборах денег с крестьян на строительство дороги. Исследователь Николай Пислегин оценивал масштабы «действа» Коннада в уезде сопоставимыми со сборами государственных налогов. В 1835 году Коннад получил выговор, однако следствие ещё продолжалось. Степан Каврайский был уволен 31 января 1836 года приказом Вятского губернского правления за противозаконные действия по службе. Однако правящий Сенат восстановил его в должности 5 мая 1836 года, а 10 декабря того же года Каврайский сам ушёл в отставку.
По состоянию на 1837 год, продолжалось следствие против бывших сарапульских чиновников, стряпчего Каврайского и исправника Коннада. Каврайского обвиняли в противозаконных действиях по службе, а именно неплатеже им вовремя разъездов по уезду и прогонных денег. Неизвестно чем именно закончилось это дело, Николай Пислегин предполагал, что его истоки были в «межличностном конфликте» Каврайского и Коннада и сравнивал его с конфликтом героев «Повести о том, как поссорился Иван Иванович с Иваном Никифоровичем» Николая Гоголя.
В августе 1838 года Степан Каврайский вернулся на государственную службу и занял должность станового пристава 3-го стана в Глазовском земском суде. В Глазове жил его двоюродный брат — коллежский регистратор Каврайский Владимир Фёдорович. Степан Каврайский был «уволен по болезни», о чём было объявлено в газете «Вятские губернские ведомости» № 44 от 2 ноября 1840 года. Дальнейшая судьба Степана Каврайского неизвестна.
Известно о его единственном сыне — горном инженер-поручике Николае Каврайском (1838—?), в некоторых документах указанного как Коврайский.

## В культуре
Изображался в произведениях посвящённых жизни и творчеству поэта Александра Полежаева в качестве одного из его друзей: 
- пьеса-поэма Владимира Кучеря «Рекрут Николая Первого»[15].
- повесть Александра Борщаговского «Восстань из тьмы: Повесть об Александре Полежаеве»[16].